# Iran na Letnich Igrzyskach Olimpijskich 2016
Iran na Letnich Igrzyskach Olimpijskich 2016 reprezentowało 63 zawodników (54 mężczyzn i 9 kobiet) w 15 dyscyplinach, był to siedemnasty występ reprezentacji Iranu na letnich igrzyskach olimpijskich.

## Zdobyte medale
| Medal  | Zawodnik         | Dyscyplina           | Konkurencja                                    | Rezultat                                                             | Data        |
| ------ | ---------------- | -------------------- | ---------------------------------------------- | -------------------------------------------------------------------- | ----------- |
| Złoto  | Kianoush Rostami | Podnoszenie ciężarów | Waga do 85 kg mężczyzn                         | 396 kg                                                               | 12 sierpnia |
| Złoto  | Sohrab Moradi    | Podnoszenie ciężarów | Waga do 94 kg mężczyzn                         | 403 kg                                                               | 13 sierpnia |
| Złoto  | Hasan Jazdani    | Zapasy               | Kategoria do 74 kg mężczyzn w stylu wolnym     | W finale pokonał reprezentanta Rosji Aniuara Giedujewa.              | 19 sierpnia |
| Srebro | Komejl Ghasemi   | Zapasy               | Kategoria do 125 kg mężczyzn w stylu wolnym    | W finale został pokonany przez reprezentanta Turcji Taha Akgül.      | 20 sierpnia |
| Brąz   | Sa’id Abdewali   | Zapasy               | Kategoria do 75 kg mężczyzn w stylu klasycznym | W pojedynku o brąz pokonał reprezentanta Węgier Péter Bácsi.         | 14 sierpnia |
| Brąz   | Ghasem Rezaji    | Zapasy               | Kategoria do 98 kg mężczyzn w stylu klasycznym | W pojedynku o brąz pokonał reprezentanta Szwecji Fredrik Schön.      | 16 sierpnia |
| Brąz   | Kimia Alizadeh   | Taekwondo            | Kategoria do 57 kg kobiet                      | W pojedynku o brąz pokonała reprezentantkę Szwecji Nikita Glasnović. | 18 sierpnia |
| Brąz   | Hasan Rahimi     | Zapasy               | Kategoria do 57 kg mężczyzn w stylu wolnym     | W pojedynku o brąz pokonał reprezentanta Japonii Rei Higuchi.        | 19 sierpnia |

## Reprezentanci

### Boks
| Zawodnik         | Konkurencja        | 1/16             | 1/8              | Ćwierćfinał      | Półfinał         | Finał            | Finał   | Źródło |
| Zawodnik         | Konkurencja        | Przeciwnik Wynik | Przeciwnik Wynik | Przeciwnik Wynik | Przeciwnik Wynik | Przeciwnik Wynik | Miejsce | Źródło |
| ---------------- | ------------------ | ---------------- | ---------------- | ---------------- | ---------------- | ---------------- | ------- | ------ |
| Ehsan Rouzbahani | waga półciężka (m) | Müllenberg P 0-3 | NQ               | NQ               | NQ               | NQ               | NQ      | [ 5 ]  |

### Judo
Mężczyźni
| Zawodnik      | Konkurencja | 1/32             | 1/16                   | 1/8              | Ćwierćfinał      | Półfinał         | Repasaże         | Finał/ 3.miejsce | Finał/ 3.miejsce | Źródło |
| Zawodnik      | Konkurencja | Przeciwnik Wynik | Przeciwnik Wynik       | Przeciwnik Wynik | Przeciwnik Wynik | Przeciwnik Wynik | Przeciwnik Wynik | Przeciwnik Wynik | Pozycja          | Źródło |
| ------------- | ----------- | ---------------- | ---------------------- | ---------------- | ---------------- | ---------------- | ---------------- | ---------------- | ---------------- | ------ |
| Saeid Mollaei | −81 kg      | BYE              | Chałmurzajew P 000-000 | NQ               | NQ               | NQ               | NQ               | NQ               | NQ               | [ 6 ]  |
| Javad Mahjoub | −100 kg     | BYE              | Nikiforov P 000-100    | NQ               | NQ               | NQ               | NQ               | NQ               | NQ               | [ 7 ]  |

### Kajakarstwo
| Zawodnik       | Konkurencja        | Eliminacje | Eliminacje | Półfinały | Półfinały | Finał | Finał   | Pozycja | Źródło |
| Zawodnik       | Konkurencja        | Czas       | Pozycja    | Czas      | Pozycja   | Czas  | Pozycja | Pozycja | Źródło |
| -------------- | ------------------ | ---------- | ---------- | --------- | --------- | ----- | ------- | ------- | ------ |
| Adel Mojallali | C-1 200 m mężczyzn | 41,650     | 4.         | 42,386    | 6.        | NQ    | NQ      | NQ      | [ 8 ]  |

### Kolarstwo

#### Kolarstwo szosowe
| Zawodnik         | Konkurencja                    | Czas       | Pozycja | Źródło |
| ---------------- | ------------------------------ | ---------- | ------- | ------ |
| Arvin Moazzami   | wyścig ze startu wspólnego (m) | DNF        | DNF     | [ 9 ]  |
| Samad Pourseyedi | wyścig ze startu wspólnego (m) | DNF        | DNF     | [ 9 ]  |
| Ghader Mizbani   | wyścig ze startu wspólnego (m) | DNF        | DNF     | [ 9 ]  |
| Ghader Mizbani   | jazda indywidualna na czas     | 1:21:39,45 | 31.     | [ 9 ]  |

### Lekkoatletyka
Mężczyźni
Konkurencje biegowe
| Zawodnik              | Konkurencja   | Eliminacje | Eliminacje | Ćwierćfinał | Ćwierćfinał | Półfinał | Półfinał | Finał   | Finał   | Źródło |
| Zawodnik              | Konkurencja   | Wynik      | Miejsce    | Wynik       | Miejsce     | Wynik    | Miejsce  | Wynik   | Miejsce | Źródło |
| --------------------- | ------------- | ---------- | ---------- | ----------- | ----------- | -------- | -------- | ------- | ------- | ------ |
| Reza Ghasemi          | 100 m         | BYE        | BYE        | 10,47       | 58.         | NQ       | NQ       | NQ      | NQ      | [ 10 ] |
| Hassan Taftian        | 100 m         | BYE        | BYE        | 10,17       | 17.         | 10,23    | 22.      | NQ      | NQ      | [ 10 ] |
| Mohammad Jafar Moradi | maraton       | N/A        | N/A        | N/A         | N/A         | N/A      | N/A      | 2:31:58 | 129.    | [ 11 ] |
| Hamid Reza Zouravand  | chód na 20 km | N/A        | N/A        | N/A         | N/A         | N/A      | N/A      | 1:27:45 | 54.     | [ 12 ] |

Konkurencje techniczne
| Zawodnik           | Konkurencja  | Kwalifikacje | Kwalifikacje | Finał | Finał   | Źródło |
| Zawodnik           | Konkurencja  | Wynik        | Miejsce      | Wynik | Miejsce | Źródło |
| ------------------ | ------------ | ------------ | ------------ | ----- | ------- | ------ |
| Mohammad Arzande   | skok w dal   | 7,31         | 29.          | NQ    | NQ      | [ 13 ] |
| Pezhman Ghalehnoei | rzut młotem  | 69,15        | 28.          | NQ    | NQ      | [ 14 ] |
| Kaveh Mousavi      | rzut młotem  | 65,03        | 29.          | NQ    | NQ      | [ 14 ] |
| Ehsan Hadadi       | rzut dyskiem | 60,15        | 24.          | NQ    | NQ      | [ 15 ] |
| Mahmoud Samimi     | rzut dyskiem | 56,94        | 30.          | NQ    | NQ      | [ 15 ] |

Kobiety
Konkurencje techniczne
| Zawodnik     | Konkurencja    | Kwalifikacje | Kwalifikacje | Finał | Finał   | Źródło |
| Zawodnik     | Konkurencja    | Wynik        | Miejsce      | Wynik | Miejsce | Źródło |
| ------------ | -------------- | ------------ | ------------ | ----- | ------- | ------ |
| Leila Rajabi | pchnięcie kulą | 16,34        | 32.          | NQ    | NQ      | [ 16 ] |

### Łucznictwo
| Zawodnik     | Konkurencja       | Runda rankingowa | Runda rankingowa | 1/32             | 1/16             | 1/8              | Ćwierćfinały     | Półfinały        | Finał            | Finał   | Źródło |
| Zawodnik     | Konkurencja       | Wynik            | Miejsce          | Przeciwnik Wynik | Przeciwnik Wynik | Przeciwnik Wynik | Przeciwnik Wynik | Przeciwnik Wynik | Przeciwnik Wynik | Pozycja | Źródło |
| ------------ | ----------------- | ---------------- | ---------------- | ---------------- | ---------------- | ---------------- | ---------------- | ---------------- | ---------------- | ------- | ------ |
| Zahra Nemati | indywidualnie (k) | 609              | 49.              | Stiepanowa P 2-6 | NQ               | NQ               | NQ               | NQ               | NQ               | NQ      | [ 17 ] |

### Piłka siatkowa
Mężczyźni
- Reprezentacja mężczyzn

| - Szahram Mahmudi - Milad Ebadipur - Sa’id Maruf - Farhad Gha’emi - Mohammad Musawi - Hamzeh Zarini |  | - Adel Gholami - Amir Ghafur - Modżtaba Mirzadżanpur - Mahdi Mahdawi - Mostafa Sharifat - Mehdi Marandi |

| Drużyna | Konkurencja | Faza grupowa     | Faza grupowa     | Faza grupowa     | Faza grupowa     | Faza grupowa     | Faza grupowa | Ćwierćfinały     | Półfinały        | Finał            | Pozycja | Źródło |
| Drużyna | Konkurencja | Przeciwnik Wynik | Przeciwnik Wynik | Przeciwnik Wynik | Przeciwnik Wynik | Przeciwnik Wynik | Pozycja      | Przeciwnik Wynik | Przeciwnik Wynik | Przeciwnik Wynik | Pozycja | Źródło |
| ------- | ----------- | ---------------- | ---------------- | ---------------- | ---------------- | ---------------- | ------------ | ---------------- | ---------------- | ---------------- | ------- | ------ |
| Iran    | mężczyźni   | Argentyna 0:3    | Polska 2:3       | Kuba 3:0         | Egipt 3:0        | Rosja 0:3        | 4.           | Włochy 0:3       | NQ               | NQ               | NQ      | [ 18 ] |

### Pływanie
| Zawodnik         | Konkurencja          | Eliminacje | Eliminacje | Półfinał | Półfinał | Finał | Finał   | Źródło |
| Zawodnik         | Konkurencja          | Czas       | Miejsce    | Czas     | Miejsce  | Czas  | Miejsce | Źródło |
| ---------------- | -------------------- | ---------- | ---------- | -------- | -------- | ----- | ------- | ------ |
| Aria Nasimi Shad | 200 m klasycznym (m) | 2:20,18    | 39.        | NQ       | NQ       | NQ    | NQ      | [ 19 ] |

### Podnoszenie ciężarów
Mężczyźni
| Zawodnik             | Konkurencja  | Rwanie | Rwanie  | Podrzut | Podrzut | Razem  | Pozycja | Źródło |
| Zawodnik             | Konkurencja  | Wynik  | Pozycja | Wynik   | Pozycja | Razem  | Pozycja | Źródło |
| -------------------- | ------------ | ------ | ------- | ------- | ------- | ------ | ------- | ------ |
| Kianoush Rostami     | −85 kg       | 179 kg | 1.      | 217 kg  | 1.      | 396 kg | złoto   | [ 20 ] |
| Ali Haszemi          | −94 kg       | 173 kg | 7.      | 210 kg  | 7.      | 383 kg | 7.      | [ 20 ] |
| Sohrab Moradi        | −94 kg       | 182 kg | 1.      | 221 kg  | 1.      | 403 kg | złoto   | [ 20 ] |
| Mohammad Reza Barari | −105 kg      | 186 kg | 6.      | 220 kg  | 6.      | 406 kg | 6.      | [ 20 ] |
| Behdad Salimi        | ponad 105 kg | 216 kg | 1.      | DNF     | DNF     | DNF    | DNF     | [ 20 ] |

### Strzelectwo
| Zawodnik               | Konkurencja                            | Kwalifikacje | Kwalifikacje | Półfinał | Półfinał | Finał | Finał   | Źródło |
| Zawodnik               | Konkurencja                            | Wynik        | Pozycja      | Wynik    | Pozycja  | Wynik | Pozycja | Źródło |
| ---------------------- | -------------------------------------- | ------------ | ------------ | -------- | -------- | ----- | ------- | ------ |
| Pouria Norouzian       | karabin pneumatyczny 10 m (m)          | 622,2        | 22.          | N/A      | N/A      | NQ    | NQ      | [ 21 ] |
| Pouria Norouzian       | karabin małokalibrowy trzy pozycje (m) | 1168         | 26.          | N/A      | N/A      | NQ    | NQ      | [ 21 ] |
| Elaheh Ahmadi          | karabin pneumatyczny 10 m (k)          | 417,8        | 3.           | N/A      | N/A      | 122,5 | 6.      | [ 22 ] |
| Najmeh Khedmati        | karabin pneumatyczny 10 m (k)          | 415,7        | 11.          | N/A      | N/A      | NQ    | NQ      | [ 22 ] |
| Najmeh Khedmati        | karabin małokalibrowy trzy pozycje (k) | 583          | 6.           | N/A      | N/A      | 402,3 | 8.      | [ 22 ] |
| Mahlagha Jambozorg     | karabin małokalibrowy trzy pozycje (k) | 574          | 27.          | N/A      | N/A      | NQ    | NQ      | [ 22 ] |
| Golnoush Sebghatollahi | pistolet pneumatyczny 10 m (k)         | 379          | 21.          | N/A      | N/A      | NQ    | NQ      | [ 22 ] |
| Golnoush Sebghatollahi | pistolet sportowy 25 m (k)             | 572          | 28.          | N/A      | N/A      | NQ    | NQ      | [ 22 ] |

### Szermierka
| Zawodnik        | Konkurencja                   | 1/16             | 1/8              | Ćwierćfinały     | Półfinały        | Finał/3.miejsce  | Finał/3.miejsce | Źródło |
| Zawodnik        | Konkurencja                   | Przeciwnik Wynik | Przeciwnik Wynik | Przeciwnik Wynik | Przeciwnik Wynik | Przeciwnik Wynik | Pozycja         | Źródło |
| --------------- | ----------------------------- | ---------------- | ---------------- | ---------------- | ---------------- | ---------------- | --------------- | ------ |
| Ali Pakdaman    | szabla mężczyzn indywidualnie | Szabo P 11-15    | NQ               | NQ               | NQ               | NQ               | NQ              | [ 23 ] |
| Mojtaba Abedini | szabla mężczyzn indywidualnie | Jagodka W 15-9   | Gu W 15-12       | Anstett W 15-13  | Homer P 14-15    | Kim P 8-15       | 4.              | [ 23 ] |

### Taekwondo
| Zawodnik           | Konkurencja     | 1/8               | Ćwierćfinał      | Półfinał         | Repesaż           | Finał/3.miejsce  | Finał/3.miejsce | Źródło |
| Zawodnik           | Konkurencja     | Przeciwnik Wynik  | Przeciwnik Wynik | Przeciwnik Wynik | Przeciwnik Wynik  | Przeciwnik Wynik | Pozycja         | Źródło |
| ------------------ | --------------- | ----------------- | ---------------- | ---------------- | ----------------- | ---------------- | --------------- | ------ |
| Farzan Ashourzadeh | −58 kg mężczyzn | Hajjami P 3-4     | NQ               | NQ               | NQ                | NQ               | NQ              | [ 24 ] |
| Mehdi Khodabakhshi | −80 kg mężczyzn | Ferrera W 13-1    | Bejgi P 5-17     | NQ               | NQ                | NQ               | NQ              | [ 25 ] |
| Sajjad Mardani     | +80 kg mężczyzn | Taufatofua W 16-1 | Cho P 3-4        | NQ               | NQ                | NQ               | NQ              | [ 26 ] |
| Kimia Alizadeh     | −57 kg kobiet   | Zaninović W 7-6   | Calvo P 7-8      | NQ               | Harnsujin W 14-10 | Glasnović W 5-1  | brąz            | [ 27 ] |

### Tenis stołowy
| Zawodnik        | Konkurencja        | Eliminacje       | Runda 1          | Runda 2          | Runda 3          | 1/8 finału       | Ćwierćfinały     | Półfinały        | Finał            | Finał   | Źródło |
| Zawodnik        | Konkurencja        | Przeciwnik Wynik | Przeciwnik Wynik | Przeciwnik Wynik | Przeciwnik Wynik | Przeciwnik Wynik | Przeciwnik Wynik | Przeciwnik Wynik | Przeciwnik Wynik | Pozycja | Źródło |
| --------------- | ------------------ | ---------------- | ---------------- | ---------------- | ---------------- | ---------------- | ---------------- | ---------------- | ---------------- | ------- | ------ |
| Nima Alamian    | gra pojedyncza (m) | Jha W 4-1        | Ionescu P 1-4    | NQ               | NQ               | NQ               | NQ               | NQ               | NQ               | NQ      | [ 28 ] |
| Noshad Alamian  | gra pojedyncza (m) | BYE              | Tokić P 1-4      | NQ               | NQ               | NQ               | NQ               | NQ               | NQ               | NQ      | [ 28 ] |
| Neda Shahsavari | gra pojedyncza (k) | BYE              | Priwałowa P 3-4  | NQ               | NQ               | NQ               | NQ               | NQ               | NQ               | NQ      | [ 29 ] |

### Wioślarstwo
| Zawodnik    | Konkurencja | Eliminacje | Eliminacje | Repesaż | Repesaż | Ćwierćfinały | Ćwierćfinały | Półfinały              | Półfinały | Finał             | Finał | Miejsce | Źródło |
| Zawodnik    | Konkurencja | Czas       | M.         | Czas    | M.      | Czas         | M.           | Czas                   | M.        | Czas              | M.    | Miejsce | Źródło |
| ----------- | ----------- | ---------- | ---------- | ------- | ------- | ------------ | ------------ | ---------------------- | --------- | ----------------- | ----- | ------- | ------ |
| Mahsa Javar | W1x         | 8:39,28    | 4.         | 8:06,57 | 3.      | BYE          | BYE          | 8:45,54 (Półfinał E/F) | 2.        | 8:43,34 (Finał E) | 4.    | 28.     | [ 30 ] |

### Zapasy
Mężczyźni – styl klasyczny
| Zawodnik            | Konkurencja | Kwalifikacje     | 1/8               | Ćwierćfinał      | Półfinał         | Repesaż 1         | Repesaż 2        | Finał/ 3.miejsce | Finał/ 3.miejsce | Źródło |
| Zawodnik            | Konkurencja | Przeciwnik Wynik | Przeciwnik Wynik  | Przeciwnik Wynik | Przeciwnik Wynik | Przeciwnik Wynik  | Przeciwnik Wynik | Przeciwnik Wynik | Pozycja          | Źródło |
| ------------------- | ----------- | ---------------- | ----------------- | ---------------- | ---------------- | ----------------- | ---------------- | ---------------- | ---------------- | ------ |
| Hamid Surijan       | −59 kg      | Ōta P 1-3        | NQ                | NQ               | NQ               | Kiebispajew P 0-5 | NQ               | NQ               | 11.              | [ 31 ] |
| Omid Nouruzi        | −66 kg      | BYE              | Rivas W 3-1       | Bolkwadze P 0-3  | NQ               | NQ                | NQ               | NQ               | 10.              | [ 32 ] |
| Sa’id Abdewali      | −75 kg      | BYE              | Madsen P 1-1      | NQ               | NQ               | BYE               | Nemeš W 2-2      | Bácsi W 5-2      | brąz             | [ 33 ] |
| Habibollah Achlaghi | −85 kg      | Berg W 10-0      | Czakwetadze P 2-9 | NQ               | NQ               | Tahmasebi W 3-2   | Kudla P 1-1      | NQ               | 7.               | [ 34 ] |
| Ghasem Rezaji       | −98 kg      | BYE              | Pérez W 8-0       | Lugo P 0-4       | NQ               | N/A               | Xiao W 7-0       | Schön W 4-4      | brąz             | [ 35 ] |
| Baszir Babadżanzade | −130 kg     | BYE              | Meng W 3-0        | Popp P 1-3       | NQ               | NQ                | NQ               | NQ               | 10.              | [ 36 ] |

Mężczyźni – styl wolny
| Zawodnik       | Konkurencja | Kwalifikacje     | 1/8                | Ćwierćfinał        | Półfinał         | Repesaż 1        | Repesaż 2        | Finał/3. miejsce | Finał/3. miejsce | Źródło |
| Zawodnik       | Konkurencja | Przeciwnik Wynik | Przeciwnik Wynik   | Przeciwnik Wynik   | Przeciwnik Wynik | Przeciwnik Wynik | Przeciwnik Wynik | Przeciwnik Wynik | Pozycja          | Źródło |
| -------------- | ----------- | ---------------- | ------------------ | ------------------ | ---------------- | ---------------- | ---------------- | ---------------- | ---------------- | ------ |
| Hasan Rahimi   | −57 kg      | BYE              | Mynacakanian W13-0 | Lebiediew W 6-1    | Higuchi P 5-10   | N/A              | N/A              | Bonne W 9-0      | brąz             | [ 37 ] |
| Mejsam Nasiri  | −65 kg      | Nowaczkow P 7-10 | NQ                 | NQ                 | NQ               | NQ               | NQ               | NQ               | 15.              | [ 38 ] |
| Hasan Jazdani  | −74 kg      | BYE              | Castelly W 10-0    | Demirtaş W 3-0     | Öserbajew W 10-0 | N/A              | N/A              | Giedujew W 6-6   | złoto            | [ 39 ] |
| Alireza Karimi | −86 kg      | Saadaoui W 3-0   | Ganew W 3-1        | Cox P 1-3          | NQ               | NQ               | NQ               | NQ               | 7.               | [ 40 ] |
| Reza Jazdani   | −97 kg      | Bölükbaşı W 10-0 | Gaziumow P 1-2     | NQ                 | NQ               | Baran W 3-1      | Ibragimow P 0-5  | NQ               | 7.               | [ 41 ] |
| Komejl Ghasemi | −125 kg     | Jarvis W 5-2     | Dżauda W 7-0       | Petriaszwili W 4-4 | Dlagnev W 10-0   | N/A              | N/A              | Akgül P 1-3      | srebro           | [ 42 ] |